# Стара сеоска кућа Тодора Коцића
Стара сеоска кућа Тодора Коцићаје непокретно културно добро саграђено 1910. године на територији Јелашнице у Нишкој Бањи.

## Опис и архитектура
Ова кућа се налази  у центру села у близини старе воденице и поред пута који води за Јелашничку клисуру. Саграђена је за породицу Николе Дамјановића, а 1927. је кућу купио Тодор Коцић.  Представља типичан пример старе балканске архитектуре,на југозападу има двориште, спратног је типа и асиметричне основе. Саграђена је у бондруку, а кров је прекривен ћерамидом. Приземни део је у камену. Зидови спрата поседују два дивана оријентисана ка северу и северозападу.  На југозападној страни је за време Другог светског рата изграђена и скривница.
Ка просторијама  на спрату воде дрвене степенице.